# Диссидент
Диссиде́нт (лат. dissidens «несогласный»), также инакомы́слящий — человек, отстаивающий взгляды, которые расходятся с общепринятыми. Зачастую этот конфликт личных убеждений с господствующей доктриной приводит к гонениям, преследованиям и репрессиям диссидента со стороны официальных властей.

## История термина

### В религиозном значении
В Англии XVI—XVII веков термин «диссиденты» или «диссентеры» (англ. dissenters) применялся к членам протестантских групп, противостоявших официальной Англиканской церкви — к пуританам, квакерам и т. п. Также они назывались нонконформистами.
В Речи Посполитой после начала Реформации диссидентами стали называть сначала последователей всех христианских исповеданий — так, великий коронный маршалок Фирлей предлагал установить мир между разнящимися в религии (лат. pax inter dissidentes de religione), что и было осуществлено на конвокационном сейме 1573 года в акте Варшавской конфедерации.
Позднее слово «диссиденты» стало обозначать только некатоликов. Ещё до этого значение этого слова сузилось иным образом: после Брестской унии 1596 года не принявших её православных в Польше стали называть «дизунитами» (пол. dyzunity), и название «диссиденты» осталось только за последователями протестантского исповедания, хотя вне Польши (в частности, в России) православных в Польше продолжали именовать диссидентами. Противостояние решению диссидентского вопроса стало одной из ключевых причин падения Речи Посполитой во второй половине XVIII века.

### В политическом значении

#### В СССР и Восточной Европе

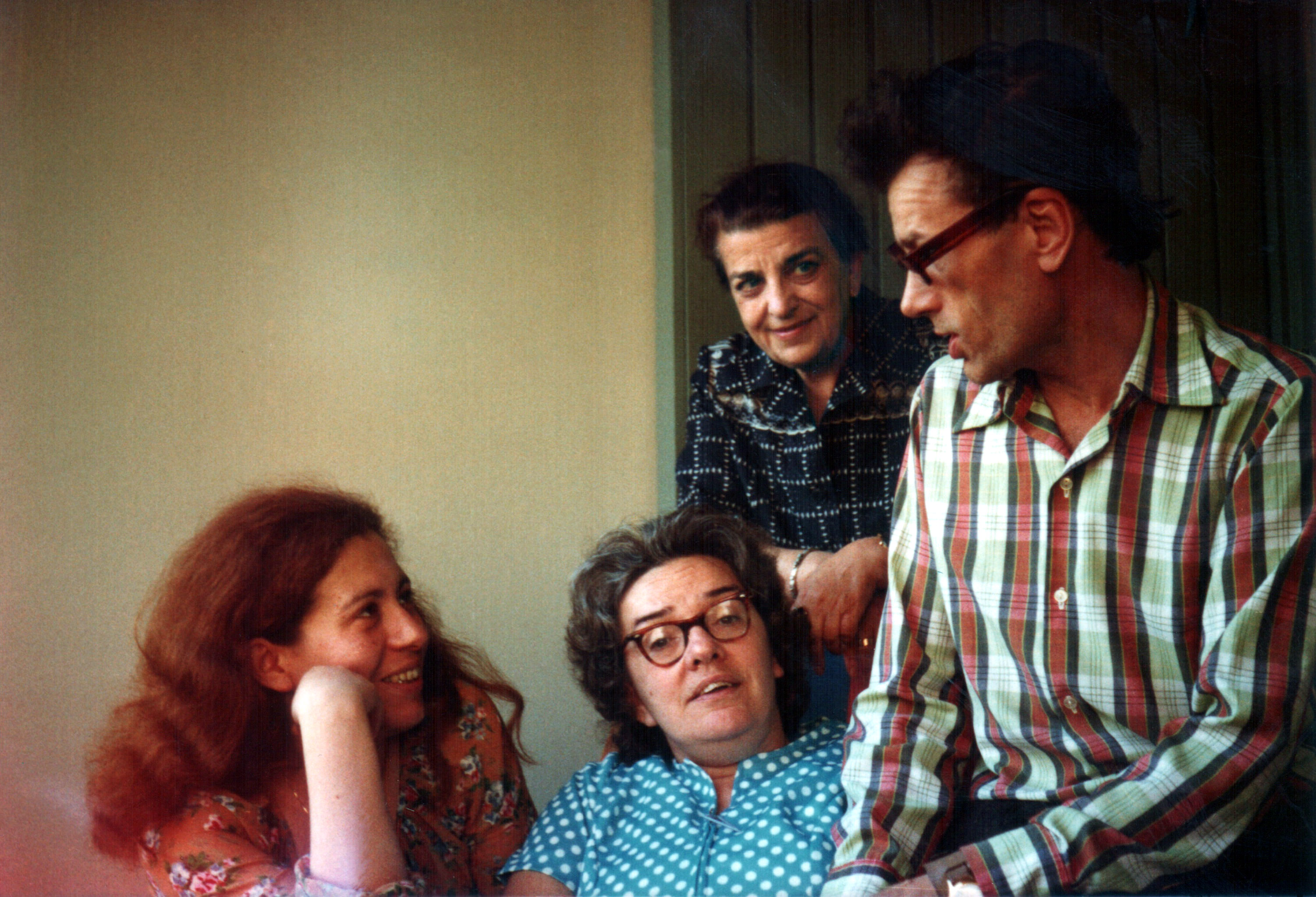
Юлия Вишневская, Людмила Алексеева, Дина Каминская и Кронид Любарский. Мюнхен, 1978

В 1960-е годы диссидентами стали именовать представителей оппозиционного движения в СССР и странах Восточной Европы, которое (в противоположность антисоветским и антикоммунистическим движениям предыдущего периода) не пыталось бороться насильственными средствами против советского строя и марксистско-ленинской идеологии, а апеллировало к советским законам (см. правозащитник) и официально провозглашаемым ценностям. Термин сначала стал применяться на Западе, а затем и сами инакомыслящие начали его использовать.
С тех пор диссидентами часто называют главным образом людей, противостоящих авторитарным и тоталитарным режимам, хотя это слово встречается и в более широком контексте, например для обозначения людей, противостоящих господствующему в их группе умонастроению. Диссидентами (в отличие от революционеров), как правило, называют тех, кто не применяет и не призывает к применению насильственных методов борьбы. Иногда слово «диссидент» неточно используется по отношению к людям, не выступающим против политического режима непосредственно, но относящихся к нему критически и сознательно уклоняющихся от любых форм «сотрудничества», в том числе от карьеры, привлекательных должностей и т. п.; таких людей ещё называют «внутренними эмигрантами». Эмигрировавший в Румынию лауреат нескольких литературных премий Василий Ерну в своей книге «Рождённый в СССР» отмечает, что «диссидент — продукт коллаборационизма между советскостью и антисоветскостью», а диссидентство — «творчество, своего рода общий язык, поддерживаемый обеими сторонами».
Большинство жителей СССР не имело информации о деятельности диссидентов, не имевших возможности печататься в официальных СМИ, и не стремилось получать подобные сведения. Сравнительно немногочисленный самиздат был почти незаметен на фоне миллионных тиражей официальных печатных изданий. Среди тех же, кто такую информацию имел, отношение к диссидентам было неоднозначным. Яков Кротов так описывал отношение части прихожан Александра Меня к диссидентам:
…отказ от участия в политической оппозиции у многих прихожан перерастал в агрессивное, высокомерное, презрительное отношение к «диссидентам». Начинал ходить миф о том, что они — бездуховны, что оппозиционность ведёт к ослаблению моральных устоев и т.п.

#### В Российской Федерации
По поводу корректности применения термина «диссидент» в современной России существуют разногласия. Так, в дискуссии на Радио «Свобода» 19 октября 2007 года Андрей Бабицкий говорит о «новых диссидентах», а Владимир Голышев ему оппонирует: «Несогласный — это человек, который сам себя идентифицирует через отрицание окружающего. Диссидент, он не отрицает, он себя выключает — это две большие разницы». С этим не согласен Бабицкий (его поддерживает Александр Даниэль и поддерживала Валерия Новодворская): «В советских условиях диссидентское движение было именно движением ненасильственного сопротивления, не просто неучастия». Итог дискуссии подвёл участник диссидентского движения 1970-х годов Владимир Тольц:
Я думаю, что если сейчас оно [слово] находит новую жизнь, то это от жизни зависит и словоупотребление найдётся, уточнится в процессе.
Брет Стивенс, лауреат Пулитцеровской премии 2013 года, в публикации в «Нью-Йорк таймс» под наименованием «Диссиденты превыше всего: внешнеполитическая доктрина администрации Байдена» призвал власти США признать Алексея Навального диссидентом и поставил его в один ряд с Александром Солженицыным, Андреем Сахаровым и Натаном Щаранским.

### Применительно к медицине
Термин «диссидент» применяется к активистам, отвергающим существование каких-либо официально признанных заболеваний или пользу общепрофилактических мероприятий. Наиболее известно ВИЧ-диссидентство, антивакцинаторство, антипсихиатрия.
В 2020 году стало широко известно «ковид-диссидентство», подвергающее сомнению опасность пандемии COVID-19 и рассматривающее связанные с нею различные конспирологические теории.